# فويشت (فرانكونيا الوسطى)
سُوق فُوُيشت (بالأَلمانِيَّة: Markt Feucht) هُو سُوق أَلمانِيَّ في مِنطَقَة نُورنٍبِيْرِغر لَانْد التَّابِعة لِمُحافظة فرانْكُونيَا الوُسْطَى في وِلاَية باڤارِيا في جُمهُوريَّة أَلمَانيَا الاِتّحاديّة بمِساحة تُقَدَّر بحَوالَي 10 كم².

## وُصلات خارجيّة
- الصّفحة الرّسميّة لِسُوق فُوُيشت (باللُّغَة الأَلمانِيَّة).

## مَراجع
1. ↑  "Alle politisch selbständigen Gemeinden mit ausgewählten Merkmalen am 31.12.2018 (4. Quartal)" (بالألمانية). Statistisches Bundesamt. Archived from the original on 2019-03-10. Retrieved 2019-03-10.
2. 1 2   https://www.feucht.de/cms.new/dokumente/statistik.html?navItem=530. {{استشهاد ويب}}: |url= بحاجة لعنوان (مساعدة) والوسيط |title= غير موجود أو فارغ (من ويكي بيانات) (مساعدة)
3. ↑  Alle politisch selbständigen Gemeinden mit ausgewählten Merkmalen am 31.12.2023 (بالألمانية), Statistisches Bundesamt, 28. Oktober 2024, QID:Q131220759, Archived from the original on 17 November 2024 {{استشهاد}}: تحقق من التاريخ في: |publication-date= (help)
4. 1 2  "Timezone and DST in Germany" (بالإنجليزية). Retrieved 2025-05-05.
5. ↑  GeoNames (بالإنجليزية), 2005, QID:Q830106